# XII Assemblea nazionale del popolo
La XII Assemblea nazionale del popolo (第一届全国人民代表大会S) fu eletta tra l'ottobre 2012 e il marzo 2013 e restò in carica fino al 2018. Era composta da 2987 deputati e si riunì in cinque sessioni annuali che avvenivano verso maggio. Le elezioni presidenziali si tennero il 14 marzo 2013 e furono vinte da Xi Jinping con 2952 voti favorevoli (il 99,86%), 1 voto contrario e 3 astensioni.

## Risultati
| Elezione del presidente dell'Assemblea nazionale del popolo | Elezione del presidente dell'Assemblea nazionale del popolo | Elezione del presidente dell'Assemblea nazionale del popolo | Elezione del presidente dell'Assemblea nazionale del popolo | Elezione del segretario generale dell'Assemblea nazionale del popolo | Elezione del segretario generale dell'Assemblea nazionale del popolo | Elezione del segretario generale dell'Assemblea nazionale del popolo | Elezione del segretario generale dell'Assemblea nazionale del popolo |
| Candidati                                                   | Favorevoli                                                  | Contrari                                                    | Astenuti                                                    | Candidati                                                            | Favorevoli                                                           | Contrari                                                             | Astenuti                                                             |
| ----------------------------------------------------------- | ----------------------------------------------------------- | ----------------------------------------------------------- | ----------------------------------------------------------- | -------------------------------------------------------------------- | -------------------------------------------------------------------- | -------------------------------------------------------------------- | -------------------------------------------------------------------- |
| Zhang Dejiang                                               | 2 952                                                       | 5                                                           | 4                                                           | Wang Chen                                                            | 2,923                                                                | 30                                                                   | 7                                                                    |
| Zhang Dejiang                                               | 2 952                                                       | 5                                                           | 4                                                           | Zhang Ping                                                           | 1                                                                    | 0                                                                    | 0                                                                    |
|                                                             |                                                             |                                                             |                                                             |                                                                      |                                                                      |                                                                      |                                                                      |
| Elezioni presidenziali                                      | Elezioni presidenziali                                      | Elezioni presidenziali                                      | Elezioni presidenziali                                      | Elezione del cicepresidente                                          | Elezione del cicepresidente                                          | Elezione del cicepresidente                                          | Elezione del cicepresidente                                          |
| Candidati                                                   | Favorevoli                                                  | Contrari                                                    | Astenuti                                                    | Candidati                                                            | Favorevoli                                                           | Contrari                                                             | Astenuti                                                             |
| Xi Jinping                                                  | 2 952                                                       | 1                                                           | 3                                                           | Li Yuanchao                                                          | 2 839                                                                | 80                                                                   | 37                                                                   |
| Xi Jinping                                                  | 2 952                                                       | 1                                                           | 3                                                           | Liu Yunshan                                                          | 2                                                                    | 0                                                                    | 0                                                                    |
| Xi Jinping                                                  | 2 952                                                       | 1                                                           | 3                                                           | Li Hongzhong                                                         | 1                                                                    | 0                                                                    | 0                                                                    |
| Xi Jinping                                                  | 2 952                                                       | 1                                                           | 3                                                           | Wang Yang                                                            | 1                                                                    | 0                                                                    | 0                                                                    |
| Xi Jinping                                                  | 2 952                                                       | 1                                                           | 3                                                           | Yuan Chunqing                                                        | 1                                                                    | 0                                                                    | 0                                                                    |
| Xi Jinping                                                  | 2 952                                                       | 1                                                           | 3                                                           | Pan Yiyang                                                           | 1                                                                    | 0                                                                    | 0                                                                    |
|                                                             |                                                             |                                                             |                                                             |                                                                      |                                                                      |                                                                      |                                                                      |
| Elezione del presidente della commissione militare centrale | Elezione del presidente della commissione militare centrale | Elezione del presidente della commissione militare centrale | Elezione del presidente della commissione militare centrale | Elezione del primo ministro                                          | Elezione del primo ministro                                          | Elezione del primo ministro                                          | Elezione del primo ministro                                          |
| Candidati                                                   | Favorevoli                                                  | Contrari                                                    | Astenuti                                                    | Candidati                                                            | Favorevoli                                                           | Contrari                                                             | Astenuti                                                             |
| Xi Jinping                                                  | 2 955                                                       | 1                                                           | 3                                                           | Li Keqiang                                                           | 2 940                                                                | 3                                                                    | 6                                                                    |
|                                                             |                                                             |                                                             |                                                             |                                                                      |                                                                      |                                                                      |                                                                      |
| Elezione del presidente della Corte suprema                 | Elezione del presidente della Corte suprema                 | Elezione del presidente della Corte suprema                 | Elezione del presidente della Corte suprema                 | Elezione del procuratore capo                                        | Elezione del procuratore capo                                        | Elezione del procuratore capo                                        | Elezione del procuratore capo                                        |
| Candidati                                                   | Favorevoli                                                  | Contrari                                                    | Astenuti                                                    | Candidati                                                            | Favorevoli                                                           | Contrari                                                             | Astenuti                                                             |
| Zhou Qiang                                                  | 2 908                                                       | 26                                                          | 23                                                          | Cao Jianming                                                         | 2 933                                                                | 18                                                                   | 5                                                                    |
| Wu Aiying                                                   | 2                                                           | 0                                                           | 0                                                           | Cao Jianming                                                         | 2 933                                                                | 18                                                                   | 5                                                                    |
| Wang Shengjun                                               | 1                                                           | 0                                                           | 0                                                           | Chen Yunlong                                                         | 1                                                                    | 0                                                                    | 0                                                                    |
| Qi Qi                                                       | 1                                                           | 0                                                           | 0                                                           | Cai Xueen                                                            | 1                                                                    | 0                                                                    | 0                                                                    |

### Elezione del presidente (Xi Jinping)
| Opzione                         | Voti  | %     |
| ------------------------------- | ----- | ----- |
| Favorevoli                      | 2 952 | 99,86 |
| Contrari                        | 1     | 0,04  |
| Astenuti                        | 3     | 0,10  |
| Totale                          | 2 956 | 100   |
| Membri dell'Assemblea/affluenza | 2 987 | 98,96 |

### Elezione del vicepresidente
| Opzione                         | Voti  | %     |
| ------------------------------- | ----- | ----- |
| Li Yuanchao                     | 2 839 | 95,85 |
| Liu Yunshan                     | 2     | 0,06  |
| Li Hongzhong                    | 1     | 0,03  |
| Wang Yang                       | 1     | 0,03  |
| Yuan Chunqing                   | 1     | 0,03  |
| Pan Yiyang                      | 1     | 0,03  |
| Schede nulle                    | 80    | 2,70  |
| Schede bianche                  | 37    | 1,25  |
| Totale                          | 2 962 | 100   |
| Membri dell'Assemblea/affluenza | 2 987 | 99,16 |